# Wieprz (Radziechowy-Wieprz)
Wieprz ist ein Dorf der Landgemeinde Radziechowy-Wieprz im Powiat Żywiecki der Woiwodschaft Schlesien in Polen. Der Ort ist Sitz und Schulzenamt der Gemeinde mit etwa 13.100 Einwohnern.

## Geographie

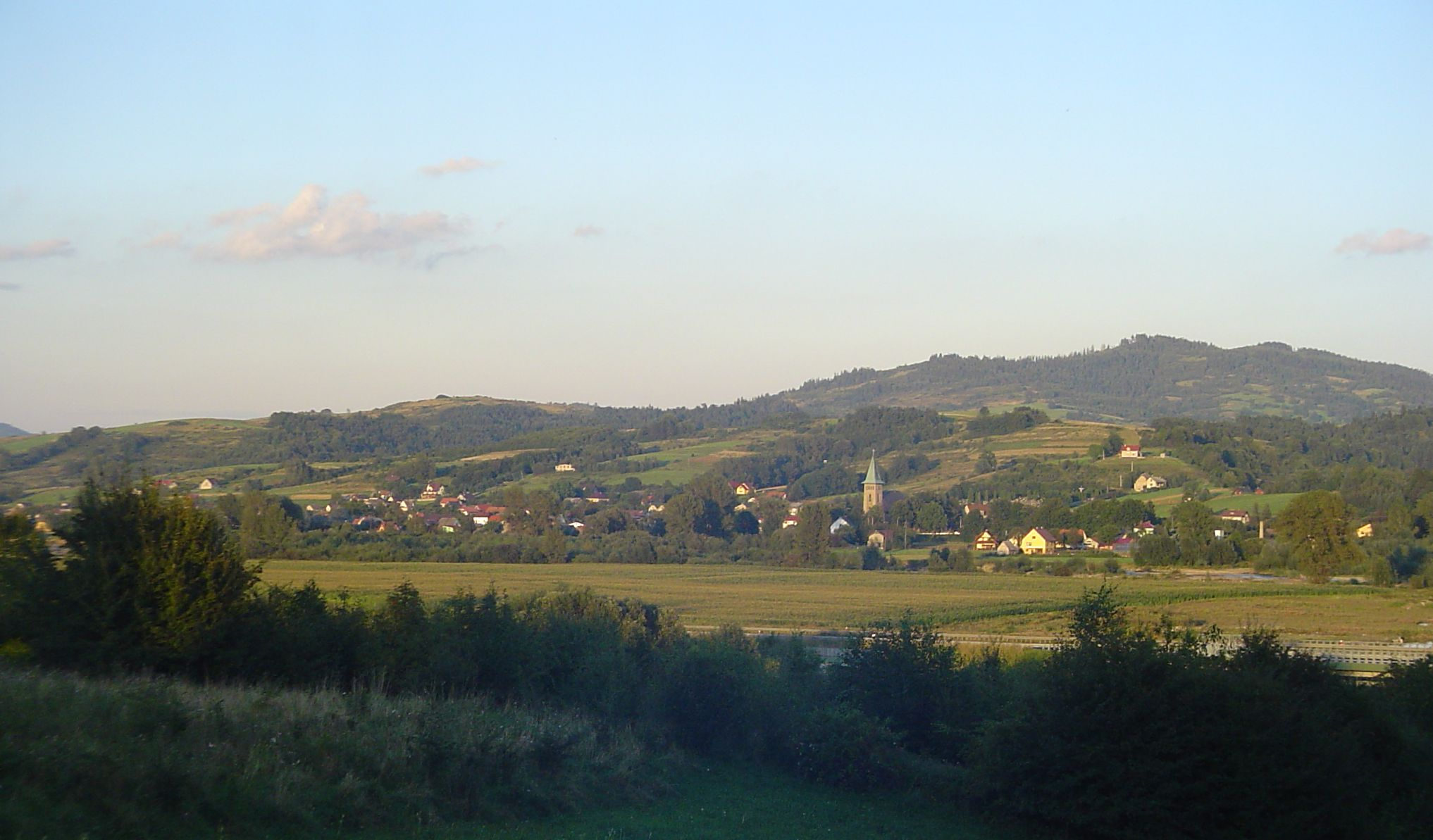
Ortsansicht

Der Ort liegt im Saybuschen Becken (Kotlina Żywiecka) am rechten Ufer des Flusses Soła.
Die Nachbarorte sind die Stadt Żywiec im Norden, Trzebinia im Nordosten, Juszczyna im Osten, Brzuśnik und Bystra im Süden sowie Radziechowy im Westen.

## Geschichte
Der Ort wurde im Liber beneficiorum dioecesis Cracoviensis (1470–1480) des Historikers und Geographen Jan Długosz als zwei Dörfer Wyeprze Maior und Wyeprze Minor erstmals urkundlich erwähnt.
Bei der Ersten Teilung Polens kam Wieprz 1772 zum neuen Königreich Galizien und Lodomerien des habsburgischen Kaiserreichs (ab 1804).
1918, nach dem Ende des Ersten Weltkriegs und dem Zusammenbruch der k.u.k. Monarchie, kam Wieprz zu Polen. Unterbrochen wurde dies nur durch die Besetzung Polens durch die Wehrmacht im Zweiten Weltkrieg. Es gehörte dann zum Landkreis Saybusch im Regierungsbezirk Kattowitz in der Provinz Schlesien (seit 1941 Provinz Oberschlesien).
Von 1975 bis 1998 gehörte Wieprz zur Woiwodschaft Bielsko-Biała.